# عین السهله
عین السهله (به لاتین: Ein as-Sahla) یک عوارض جغرافیایی در اسرائیل است که در حیفا واقع شده‌است. عین السهله ~۲٬۰۰۰ نفر جمعیت دارد.